# Погудин, Владимир Анатольевич
Владимир Анатольевич Погудин (род. 1956) — советский борец классического стиля, чемпион Европы, мастер спорта СССР международного класса (1978). Увлёкся борьбой в 1970 году. В 1975 году выполнил норматив мастера спорта СССР. Победитель международных турниров. Президент Федерации спортивной борьбы Кировской области.

## Спортивные результаты
- Первенство Европы по борьбе среди молодёжи 1976 года — .